# Bob Clark (friidrottare)
Bob Clark, född 28 januari 1913 i Covina i Kalifornien, död 13 maj 1976 i Arcadia i Kalifornien, var en amerikansk friidrottare.
Clark blev olympisk silvermedaljör i tiokamp vid sommarspelen 1936 i Berlin.